# Dominus ac Redemptor
Par le bref Dominus ac Redemptor le pape Clément XIV supprime la Compagnie de Jésus partout dans le monde. Il est daté du 21 juillet 1773 et promulgué le 16 aout suivant.

## Circonstances historiques
Les temps sont durs pour les Jésuites : ils sont expulsés du Brésil en 1754, du Portugal en 1759, de France en 1764, d’Espagne et ses colonies en 1767, de Parme en 1768... Bien qu’il doive faire face à une pression diplomatique implacable et concertée des ambassadeurs à Rome des cours européennes des Bourbon, Clément XIII refuse obstinément d'accéder à leur demande de suppression totale de la Compagnie de Jésus. Au contraire il a l'audace, en 1765, d'approuver une nouvelle fois publiquement l'esprit et les œuvres de la Compagnie de Jésus.   
Cependant la confrontation est telle que lorsque le conclave est convoqué pour élire un successeur à Clément XIII, mort le 2 février 1769, il semble bien que la question des jésuites soit un élément déterminant, si non le plus important, dans la manière dont les cardinaux votent. Le cardinal Giovanni Ganganelli, un franciscain conventuel, est élu pape le 19 mai 1769. Il prend le nom de Clément XIV.

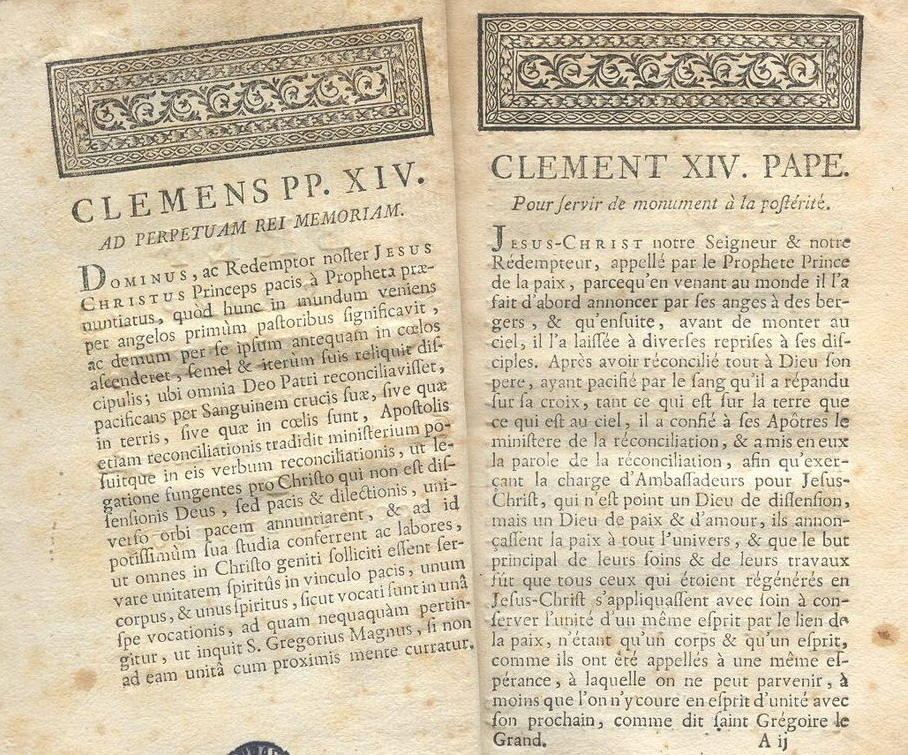
Première page; textes latin et français

Pendant quelques années Clément XIV tente de résister aux mêmes pressions en prenant des mesures faites pour plaire aux ennemis des jésuites : il refuse de recevoir le Supérieur général Lorenzo Ricci, et ordonne aux jésuites de ne plus recevoir de novices, etc. Sans grand succès cependant auprès des cours catholiques (surtout Espagne et Portugal) qui n’hésitent pas à menacer, à mots couverts, de créer un schisme de genre anglican dans l’Église s’il n’accède pas à leur demande. 
Clément XIV cède finalement à leurs instances et pour préserver la paix dans l’Église et éviter des sécessions en Europe décrète la suppression de la Compagnie de Jésus, par le bref Dominus ac Redemptor du 21 juillet 1773.

## Contenu du bref
Le document contient 45 paragraphes. Dans l’introduction Clément XIV donne le ton : « Notre-Seigneur est venu sur la terre comme Prince de la paix ». Cette mission de paix transmise aux apôtres est un devoir des successeurs de saint Pierre, et une responsabilité que le pape remplit en encourageant les institutions qui œuvrent pour la paix, et en ôtant d’autres, si besoin en est, qui sont obstacle à la paix. Sans même que l’ordre religieux soit coupable, le pape peut être amené à le supprimer, pour des raisons de concorde et de sérénité dans l’Église.
Dans une long passage le pape revient sur les raisons qui, à son avis, appellent à l’extinction de la Compagnie de Jésus :
1. une liste des accusations contre la Compagnie de Jésus est dressée (mais aucun jugement n’est porté sur leur validité) ;
2. le pape rappelle que durant son histoire la Compagnie a souvent été sévèrement critiquée (mais il ne dit pas si ces critiques étaient justifiées ou pas) ;
3. le pape évoque l’anxiété causée à certains de ses prédécesseurs par les querelles entre catholiques à propos de doctrines jésuites (mais la Compagnie n’est pas formellement blâmée pour cela).

Dans un paragraphe final Clément XIV prononce la sentence de suppression de la Compagnie de Jésus.  Quelques indications sont données sur la manière de procéder.

## Mise en vigueur du bref
Un second bref Gravissimis ex causis (16 août) crée une commission de cinq cardinaux chargée d’informer les jésuites et de superviser et résoudre les problèmes pratiques que la suppression occasionne. Deux jours plus tard une lettre du cardinal-président de la commission ordonne à tous les évêques de l’Église de promulguer et publier le bref dans chaque maison, résidence et collège jésuites en présence de la communauté réunie.  Cette approche inusuelle crée de nombreux problèmes. Dans les pays non catholiques, tels la Prusse et la Russie, les souverains interdisent aux évêques de promulguer le bref et ordonnent aux jésuites de continuer leurs activités académiques comme si de rien n’était.